# 미술학 박사
미술학 박사(美術學 博士)는 대학원 관련 학위이다. 이 학위로써 대학 예하 미술학 교수직원 직위를 지내는 것이 대표적이다.

## 같이 보기
- 예술학 박사
- 철학박사